# 多萝西·毕晓普
多萝西·维拉·玛格丽特·毕晓普，FRS，FBA，FMedSci（英語：Dorothy Vera Margaret Bishop，1952年2月14日—），英国心理学家，主攻领域为发展障碍。自1998年起，她成为牛津大学实验心理学的发展神经心理学教授和惠康信托主要研究员。